# Fijnaart
Fijnaart est un village situé dans la commune néerlandaise de Moerdijk, dans la province du Brabant-Septentrional. Le 1er janvier 2009, Fijnaart et Heijningen comptaient ensemble 6 261 habitants.

## Histoire
Fijnaart faisait partie de la commune de Fijnaart en Heijningen jusqu'au 1er janvier 1997.

## Personnalités nées à Fijnaart
- Bertus Santbergen (1918-1964), missionnaire de Mill Hill, assassiné au Congo-Kinshasa en 1964.